# プリキュウ
『プリキュウ』は、最富キョウスケによる日本の漫画作品。『ベツコミ』（小学館）2005年4月号から同年8月号まで掲載された。単行本全1巻。

## 概要
高校弓道を舞台とした体育会系ラブコメディである。
作品内の弓道の県大会はゴールデンウィーク明けに行われ男女混合となっている。

## あらすじ
かつて「天才プリマ」とよばれた少女・葛木安奈は膝の故障でバレエができなくなってしまう。高校入学後、ひょんなことから弓道部に入部。そこには幼い頃の宿敵・陣内健がいた･･･!?

## 登場人物

### 主要人物
葛木 安奈（かつらぎ あんな）
高飛車でバカな本作の主人公。東山高校1年生で15歳。
自称「天才プリマ」だが、幼少の頃から人の何倍も必死に練習する努力家。バレエで徐々に認められ賞を取り出した頃に膝を故障し目標を失ってしまった。弓道部に仮入部し専用の特別メニューを根性でこなし選手選考試合で結果を出す。試合では落前を担当。
陣内 健（じんない たける）
東山高校弓道部部長。2年生。安奈の幼馴染で昔から絶えず喧嘩をしていた仲だが、バレエを忘れられず立ち直れない安奈を放っておけず、弓道をやるように仕向けた。
硬派で暴力的だが変態でいじられキャラ。風貌はつり目でツンツン頭。あだ名は「青鬼」。試合では落を担当。

### 私立東山高校弓道部
弓道場の近くには川が流れていて魚も獲れ、合宿所まで完備されている。
無名部員の大半が的中率が低い上に陰口を叩く。
神田 冴子（かんだ さえこ）
安奈の友達の1年生。性格はキツめだが根はやさしく弓道には真面目に取り組む。ピアスの穴が多い。試合では中を担当。
神田 崇（かんだ たかし）
弓道部副部長。2年生。冴子の兄。短髪で眼鏡をかけている。妹同様ツッコミ＆フォロー役。試合では大前を担当。
星野（ほしの）
2年生。やさしくてサラサラヘアーのいい男。試合では二的を担当。
川中（かわなか）
2年生。黒髪おさげでやさしい先輩。本番に弱い準レギュラー。
上村 夏美（かみむら なつみ）
弓道部の元部長。引退した3年生。男子を含めた部内の誰よりも的中率が高く、後輩指導のために弓道場に顔を出す。健の手帳の秘密を知っている。

### その他の人物
田口（たぐち）
県大会で健と争う大丸高校の生徒。女好きで勘違い金髪男。中学2年生の時は黒髪ロングヘアーで、バラを50本抱えて安奈に告白し、振られた。
花山（はなやま）
劇団「赤マント」の演出家。ダンスシーンのために安奈をスカウトに来る。サングラスに無精ひげの変態。

## 書誌情報
- 最富キョウスケ 『プリキュウ』 小学館 〈フラワーコミックス〉、全1巻
  1. 2005年9月26日発売[1]、『Betsucomi』2005年4月号 - 8月号、ISBN 4-09-130206-8

## 取材協力
- 埼玉県立伊奈学園総合高等学校弓道部[2]

## その他
- 連載時のサブタイトルは「負け犬プリマよ弓道の星をつかめ！」
- 企画段階の作品タイトルは「負け犬☆シューティングスター」だった。[3]